# Bondone
Bondone (Bondù, /bonˈdu/ in dialetto locale) è un comune italiano di 642 abitanti della provincia autonoma di Trento in Trentino-Alto Adige. Il comune fa parte dell'associazione I borghi più belli d'Italia.

## Geografia fisica
Il paese di Bondone è collocato su un pianoro a mezza montagna a 720 m s.l.m. ed è il comune più meridionale della Valle del Chiese, nell'estremo lembo sud-occidentale del Trentino. È composto da due frazioni: il paese di Bondone e il paese di Baitoni nella piana alle foci del fiume Chiese abitato dalla metà del XIX secolo dopo la bonifica.

## Origini del nome
Il nome Bondone deriva dalla parola in dialetto trentino Bondù, che significa "luogo dove ci si rifugia di notte dal pericolo" o "paese fortificato".

## Storia
La storia di Bondone è fortemente legata alla storia del vicino comune di Storo e a quella dei conti Lodron. Sebbene la denominazione "Bondone" compaia soltanto a partire dal 1301, si ritiene che questa comunità abbia radici ben più profonde. Il documento più antico sulla zona a nord del lago d'Idro è dell'anno 1000 e contiene l'invito ai padri benedettini di san Pietro in Monte, presso Brescia, a fondare un monastero. Il successivo insediamento dei monaci sulla sponda di San Giacomo, con la conseguente bonifica delle paludi del Pian d'Oneda, potrebbe essere il primo nucleo del paese. In un documento del 1086, nell'indicare i confini dei terreni in affitto di un signore di Anfo si nomina un castrum de summo lacu (un castello alla sommità del lago d'Idro), che porta a pensare che esistesse già un insediamento stabile nella zona di Bondone.
Secondo alcune fonti, fu il castello di San Giovanni di Bondone quello che venne affidato in feudo il 24 agosto del 1189 dal vescovo di Trento Corrado II di Beseno a tredici uomini de Setauro (Storo), i quali rappresentavano le sette famiglie che avevano giurato di aiutarsi vicendevolmente per l'ottenimento dei beni appartenuti a Calapino di Lodrone il precedente 4 giugno nella chiesa di San Floriano di Storo.
La prima menzione ufficiale di Bondone si trova in un documento del 27 dicembre 1301, in cui gli abitanti di Bondone rivendicavano alcuni diritti sui pascoli e i boschi dell'Alpo appartenenti agli abitanti del villaggio vicino di Storo. Il 5 ottobre 1367 uno dei conti Lodron ridistribuisce i territori del monte Alpo, ma nel luglio del 1396 un altro conflitto porterà, il 20 ottobre 1399, all'attuale determinazione dei confini dei due villaggi. Bondone viene citata nuovamente in altri due documenti, rispettivamente del 16 aprile 1312 e del 15 febbraio 1321, per quanto riguarda il versamento di una decima o la cessione di un feudo appartenente agli abitanti di Bondone nei confronti del vicino villaggio di Condino.
Un'altra rivendicazione territoriale degli abitanti di Storo e di Bondone riguardava il possesso dell'ampia zona compresa tra la località di Lorina e il monte Alpo, che comprendeva anche tutto il bacino del rio Torto, appartenente al monastero di Santa Giulia di Brescia. La disputa cessò in seguito a un atto con il quale il monastero donava quei boschi e pascoli ai cittadini di Bondone e Storo. Il territorio controverso forma oggi il Comune Catastale di Bondone Storo (detto catasto da Siora), nel territorio amministrativo del comune di Bondone e composto da quattro particelle fondiarie di cui due di proprietà del comune di Storo e due del comune di Bondone.
In un atto del 1312 del notaio Deladio di Bono risulta che a Bondone vivessero almeno 26 fuochi o famiglie, quindi circa 130 abitanti. I primi statuti della comunità di Bondone sono datati 5 marzo 1401, furono messi su pergamena dal notaio Giovanni fu Pietro di Condino e determinati in Castel Romano da alcuni delegati del paese alla presenza di Pietro Lodron, proprietario del castello e definito sovrano generale degli uomini, delle persone e della comunità di Bondone.
In una pergamena del 21 aprile 1420 si parla di alcuni uomini di Bondone che compaiono a Levido (Pieve di Bono) dinanzi al notaio per nominare un loro sindaco procuratore incaricato con altri per una supplica al principe vescovo di Trento per una decima. Il 1º dicembre 1434 un certo Paolo fu Bonardo di Bondone, abitante allora nella villa di Zucca, riceve in dono da Paride Lodron il paese e il territorio di Darzo per i servizi prestati ai conti nelle guerre del precedente quinquennio.
L'insediamento di Bondone viene menzionato numerose altre volte nel corso del XV secolo: il 2 luglio 1446 nella piazza comune di Bondone l'assemblea di regola aggiorna lo statuto alla presenza di un notaio, in un atto del 26 giugno 1462 si parla di una via Camarella che corre sotto Bondone, un atto del 12 ottobre 1472 riprende l'accordo del 1399 per i monti Calva e Tignone, mentre un documento del 18 aprile 1498 menziona come nella casa di Francesco, Bernardino e Paride Lodron si riuniscano 25 capifamiglia di Bondone per decidere di vendere dei beni ai propri vicini per ottenere il denario necessario a pagare un dazio proprio ai conti Lodron.
Bondone fu per secoli un paese abitato esclusivamente da carbonai, che per otto mesi all'anno erano costretti a spargersi lungo il trentino e il bresciano a produrre il carbone, lasciando in quel periodo il villaggio quasi deserto. Il mestiere del carbonaio e l'utilizzo delle cosiddette Pojat è così importante per questa comunità che viene menzionato anche nell'articolo 1 dello statuto comunale, ai commi 9 e 10.
In ossequio alla volontà accentratrice del fascismo con il regio decreto del 1º marzo 1928 n. 540 i comuni di Darzo, Lodrone e Bondone vennero aggregati a quello di Storo. Con la legge regionale del 24 agosto 1953, n. 10 viene ricostituito il comune di Bondone con la circoscrizione territoriale preesistente.
Durante il ventennio fascista ai comuni pervenivano dal Prefetto disposizioni di dedicare nomi di vie anche a eroi e simboli del fascismo oltre a quelli del Risorgimento. Il Podestà del comune di Storo con la determina n. 144 del 14 settembre 1939 adeguandosi denominava a Bondone e Baitoni vie dedicate a Giuseppe Verdi, Giuseppe Giusti, Tito Minniti, Tullio Baroni (alpino morto durante la guerra civile spagnola), Aldo Sette (squadrista morto prima della marcia su Roma), Giovanni Prati e ai fratelli Bronzetti.

### Simboli
Lo stemma e il gonfalone sono stati approvati con D.G.P. del 22 dicembre 1988, n. 16962.
Stemma
Nella parte superiore è delineato, dietro al lago d'Idro, il profilo del monte Calva unito al monte Tornione come appare visto dalla sede del municipio. La torre d'oro rappresenta il castello di San Giovanni. Il leone con la testa in maestà, in campo rosso, ricorda l'antico confine che divideva il principato vescovile dal Veneto.
La catasta di legna oramai trasformata in carbone (il poiot) ricorda l'antico mestiere dei carbonai.
Gonfalone

## Monumenti e luoghi d'interesse
- Chiesa della Natività di Maria
- Castello di san Giovanni (Bondone)

## Società

### Evoluzione demografica
Abitanti censiti

### Tradizioni e folclore
Il giorno di festa del patrono cade l'8 settembre, quando nella liturgia della chiesa cattolica si festeggia la Natività della Beata Vergine Maria. A Bondone per tradizione si festeggia anche la vigilia in preparazione alla festa. È un'occasione importante per la popolazione perché in quei giorni i carbonai e le loro famiglie, dispersi sui monti dalla primavera per produrre il carbone di legna, tornano in paese per incontrarsi e festeggiare.
La peste del 1628-1630 fece molte vittime anche a Bondone: vennero risparmiate soltanto otto famiglie, che a ringraziamento fecero dipingere sulle loro case immagini sacre che ancora oggi è possibile ammirare. I sopravvissuti fecero un voto in onore della Beata Vergine effigiata a Bondone con una statua lignea che rappresenta la Madonna con il bambino in braccio (La Madono dal Bambì en bròs) stabilendo che il giorno 9 settembre di ogni anno sarebbe stato un giorno di festa durante il quale si sarebbe tenuta una solenne processione, portando la statua della Madonna fino alla località Plos ove furono seppelliti i parenti morti di peste del 1630 che non poterono trovare posto nel luogo consacrato attorno alla chiesa.
Il voto si trova ufficializzato negli archivi della parrocchia il 9 settembre 1855 nei seguenti termini: «Dedicare e consacrare un giorno che non sia già prima vincolata festa di precetto, per una pubblica venerazione di Maria Vergine, quale inno di solenne ringraziamento e a perenne invocazione di nuove grazie». E così a Bondone dal 7 settembre fino al 9 settembre si festeggiano le ricorrenze religiose e il ricordo del ritorno in paese per alcuni giorni dei carbonai e delle loro famiglie a ridare vita alla comunità.

## Geografia antropica

### Frazione di Baitoni
Baitoni è l'unica frazione del comune di Bondone. Si trova sul lago d'Idro, sorge a 371 metri sul livello del mare e dista 0,74 kilometri dall'abitato di Bondone. Baitoni conta 443 abitanti. Nella frazione vi è il parco Idroland.
Baitoni si divide in due gruppi di case: Baitoni Superiore e Inferiore. Quest'ultimo è posizionato vicino al campanile e si trova nei pressi dell'antico sentiero che lo collegava con Bondone. Il villaggio di Baitoni risulta abitato già dalla metà del XIX secolo, prima era una zona paludosa. Il nome deriva dalle baite che i bondonesi costruirono per avere un posto comodo vicino ai campi e agli allevamenti.

## Amministrazione
| Periodo | Periodo   | Primo cittadino      | Partito      | Carica                    | Note   |
| ------- | --------- | -------------------- | ------------ | ------------------------- | ------ |
| 1995    | 2000      | Giorgio Cimarolli    | Lista civica | Sindaco                   | [ 20 ] |
| 2000    | 2005      | Gianni Cimarolli     | Lista civica | Sindaco                   |        |
| 2005    | 2010      | Gianni Cimarolli     | Lista civica | Sindaco                   |        |
| 2010    | 2014      | Graziano Scalmazzini | Lista civica | Sindaco                   |        |
| 2014    | 2020      | Gianni Cimarolli     | Lista civica | Sindaco                   |        |
| 2020    | 2021      | Carlo Bertini        | /            | Commissario straordinario |        |
| 2021    | in carica | Chiara Cimarolli     | Lista civica | Sindaco                   |        |